# Luke Witkowski
Luke Witkowski, född 14 april 1990, är en amerikansk professionell ishockeyspelare som spelade för Skellefteå AIK under halva SHL-säsongen 2024/25.
Han har tidigare spelat på NHL-nivå för Detroit Red Wings och Tampa Bay Lightning och på lägre nivåer för Grand Rapids Griffins och Syracuse Crunch i AHL, Western Michigan Broncos (Western Michigan University) i National Collegiate Athletic Association (NCAA) och Ohio Junior Blue Jackets och Fargo Force i United States Hockey League (USHL).
Witkowski draftades i sjätte rundan i 2008 års draft av Tampa Bay Lightning som 160:e spelare totalt.

## Statistik
| 2007–2008   | Ohio Junior Blue Jackets | USHL        | 58  | 3 | 10 | 13 | 139 | —  | — | — | — | —  |
| 2008–2009   | Fargo Force              | USHL        | 55  | 6 | 16 | 22 | 118 | 10 | 2 | 1 | 3 | 29 |
| 2009–2010   | Western Michigan Broncos | NCAA        | 32  | 2 | 4  | 6  | 67  | —  | — | — | — | —  |
| 2010–2011   | Western Michigan Broncos | NCAA        | 42  | 1 | 8  | 9  | 56  | —  | — | — | — | —  |
| 2011–2012   | Western Michigan Broncos | NCAA        | 40  | 2 | 11 | 13 | 66  | —  | — | — | — | —  |
| 2012–2013   | Western Michigan Broncos | NCAA        | 38  | 2 | 8  | 10 | 46  | —  | — | — | — | —  |
|             | Syracuse Crunch          | AHL         | 3   | 0 | 0  | 0  | 4   | —  | — | — | — | —  |
| 2013–2014   | Syracuse Crunch          | AHL         | 76  | 2 | 10 | 12 | 204 | —  | — | — | — | —  |
| 2014–2015   | Tampa Bay Lightning      | NHL         | 1   | 0 | 0  | 0  | 0   | —  | — | — | — | —  |
|             | Syracuse Crunch          | AHL         | 36  | 1 | 5  | 6  | 75  | —  | — | — | — | —  |
| NHL totalt  | NHL totalt               | NHL totalt  | 1   | 0 | 0  | 0  | 0   | —  | — | — | — | —  |
| AHL totalt  | AHL totalt               | AHL totalt  | 115 | 3 | 15 | 18 | 203 | —  | — | — | — | —  |
| NCAA totalt | NCAA totalt              | NCAA totalt | 152 | 7 | 31 | 38 | 235 | —  | — | — | — | —  |
| USHL totalt | USHL totalt              | USHL totalt | 113 | 9 | 26 | 35 | 257 | 10 | 2 | 1 | 3 | 29 |